# Великий канал
Вели́кий кана́л (кит. трад. 大運河, упр. 大运河, пиньинь Dà Yùnhé — Даюньхэ) — судоходный канал в Китае, одно из древнейших ныне действующих гидротехнических сооружений мира. Также это крупнейший по длине судоходный канал в мире.
Строился в течение двух тысяч лет — с VI в. до н. э. до XIII в. н. э. (см. Древний Китай).
В настоящее время является одной из важнейших внутренних водных артерий КНР, соединяет крупные порты страны Шанхай и Тяньцзинь.
Протяжённость канала — 1782 км, а с ответвлениями в Пекин, Ханчжоу и Наньтун — 2470 км. Ширина в наиболее узкой части в провинциях Шаньдун и Хэбэй — 40 м, в самой широкой части в Шанхае — 350 м. Глубина фарватера — от 2 до 3 метров. Канал оборудован 21 шлюзом. Максимальная грузопропускная способность составляет 10 млн тонн в год.
Канал соединяет реки Хуанхэ и Янцзы, включая в себя русла таких рек, как Байхэ, Вэйхэ, Сышуй и других, а также несколько озёр. 

Великий канал состоит из нескольких сооружённых в разное время участков. Самый южный участок проложен в VII веке, самый северный — в XIII веке, а часть центрального участка от Хуайиня до Цзянду проходит по древнему каналу Ханьгоу.
22 июня 2014 года Великий канал включён в реестр объектов Всемирного наследия ЮНЕСКО.